# نجاح الشمري
نجاح بن حسن علي الشمري (1967-) قائد عسكري وسياسي عراقي، مؤسس قوات العمليات الخاصة العراقية، شغل مناصب عديدة منها:
قائد العمليات الخاصة، نائب القائد العام لقوات مكافحة الارهاب، استاذ تدريسي في كلية الدفاع الوطني، ومدير مركز التنسيق المشترك للمناطق المتنازع عليها (ذات الاهتمام الامني المشترك).
كما شغل منصب وزير الدفاع لوزارة الدفاع العراقية ونائب القائد العام للقوات المسلحة منذ 25 يونيو 2019 حتى 7 مايو 2020.
حصل على شهادة البكلوريوس في العلوم العسكرية عام 1985، وشهادة الماجستير في التخطيط الاستراتيجي للامن القومي، وشهادة الدكتوراه في الفلسفة.
وأضاف، انه "ذلك حدث بعد أن تم تسجيله على أنه مريض لعدة سنوات"..